# آرامگاه شیخ احمد جامی
آرامگاه شیخ احمد جامی که با نام مزار شیخ احمد جام نیز شناخته می‌شود، مدفن و مقبره شیخ احمد جامی، با قدمتی نزدیک به ۸۰۰ سال در شهرستان تربت جام در استان خراسان رضوی است.
این بنا مربوط به سدهٔ ۹ تا ۱۲ ه‍.ق است و داخل شهر تربت جام واقع شده و این اثر در تاریخ ۱۵ دی ۱۳۱۰ با شمارهٔ ثبت ۱۷۴ به‌عنوان یکی از آثار ملی ایران به ثبت رسیده است.
این مجموعه شامل حدود ده بناست که به تدریج و توسط مریدان شیخ جام که بعضی از آنها از حاکمان و زمامداران عصر نیز بوده‌اند و در طی قرون ۹ تا ۱۲ هجری ساخته شده است. در حالی که مرقد شیخ، به صورت روباز و خارج از این بناها، در مقابل ایوانی عظیم قرار دارد. گنبدخانه اصلی در مرکز مجموعه است و ایوانی در سوی شمالی آن قرار دارد که به صحن وسیع مقبره رو کرده است. دو گنبدخانه کوچکتر به نام «گنبد سفید» و «مسجد کرمانی»، به ترتیب در غرب و شرق ایوان واقع است. در شرق گنبدخانه، شبستانی به نام «مسجد عتیق» و در غرب آن، حیاط کوچکی به نام «سراچه» قرار دارد. در جنوب مجموعه نیز، مسجد نو جای گرفته است. در ضلع غربی حیاط مقبره، یک گنبدخانه و بقایایی از مدرسه فیروزشاهی باقی است. این بنا توسط نوادگان شیخ احمدجام نگه داری می‌شود.

## پیشینه
شیخ جام، عارف و صوفی قرن ششم (زاده ۴۴۰، روستای نامق، از شهرستان کوهسرخ - درگذشته ۱۰ محرم ۵۳۶، تربت جام) در ۲۲ سالگی رو به توبه آورد و پس از مسافرت‌های طولانی در روستای معدآباد (هسته قدیمی تربت جام) ساکن شد. وی خانقاه و مسجدی در آنجا برپا نمود و در ۹۶ سالگی، دار فانی را وداع گفت و طبق وصیت خودش، پیکر وی را در کنار خانقاهش بر دروازه معدآباد به خاک سپردند. رابطه خویشاوندی و نفوذ مذهبی خاندان شیخ با پادشاهان و بزرگان ادوار بعدی، به‌ویژه حاکمان آل کرت در دورهٔ ایلخانی و پادشاهان تیموری سبب رونق و آبادی بیشتر تربت جام گردید و این عوامل به شکل‌گیری و توسعه مجموعه معماری آرامگاهی پیرامون مقبره شیخ جام کمک نمود.
قبر شیخ در هوای آزاد در جلوی ایوان مسجد قرار دارد. بر روی قبر نمادی سنگی به ارتفاع حدود دو متر با حکاکی‌های زیبا قرار داده شده است. روی قبر شیخ هیچ سنگی قرار داده نشده و تنها یک درخت پسته قرار دارد.

## نگارخانه

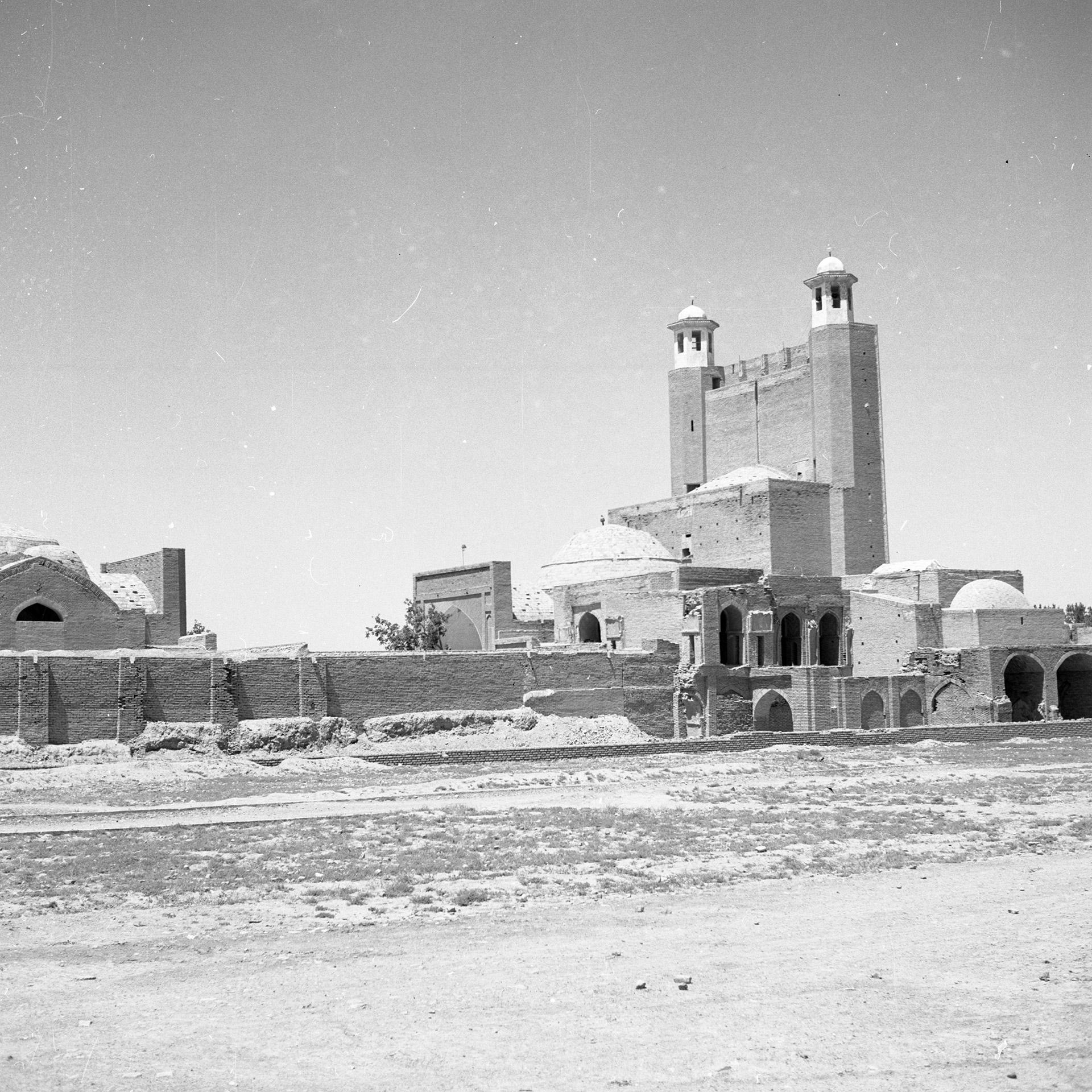
نمای آرامگاه پیش از دههٔ ۱۳۵۰
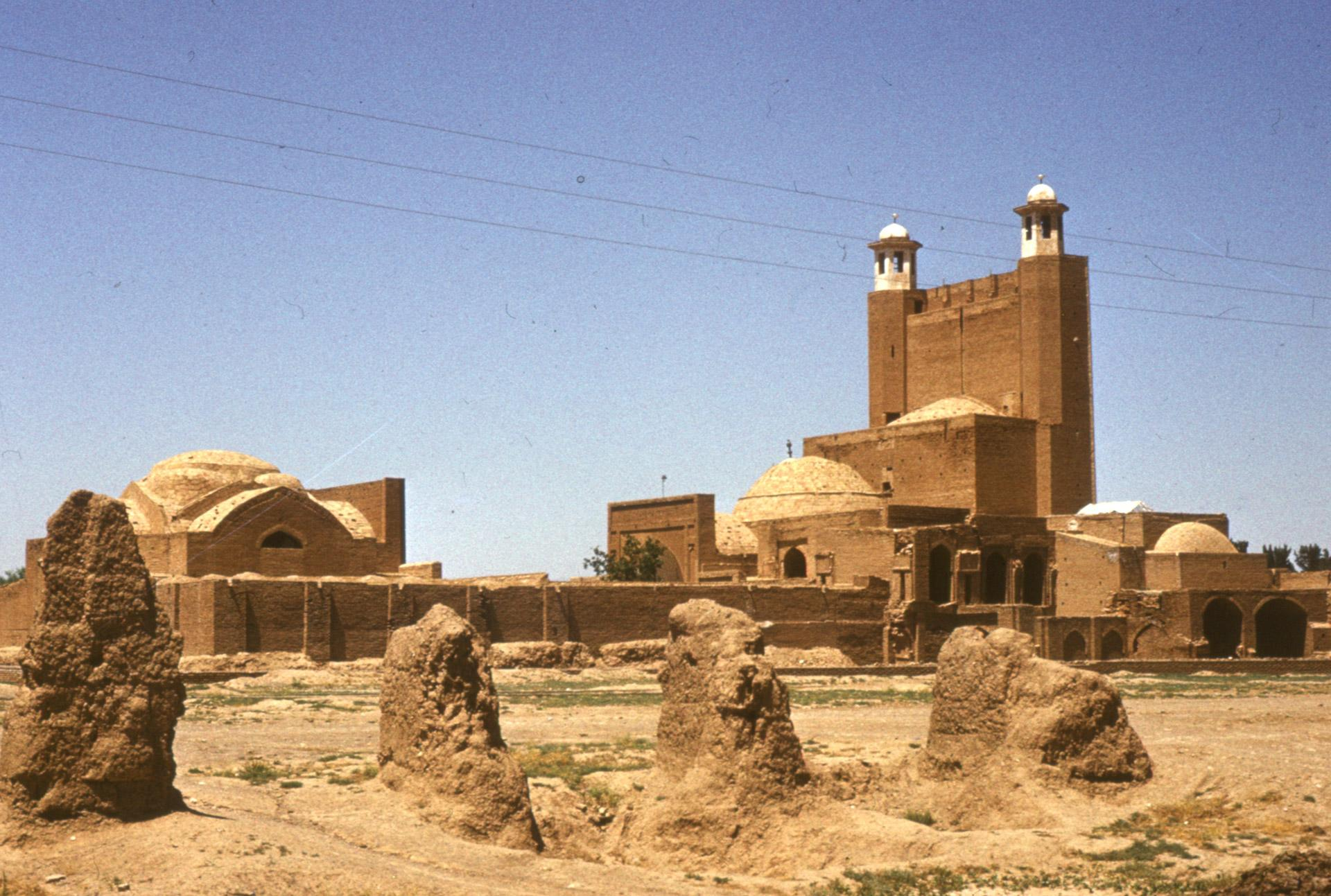
نمای آرامگاه در ۱۹۷۶ میلادی
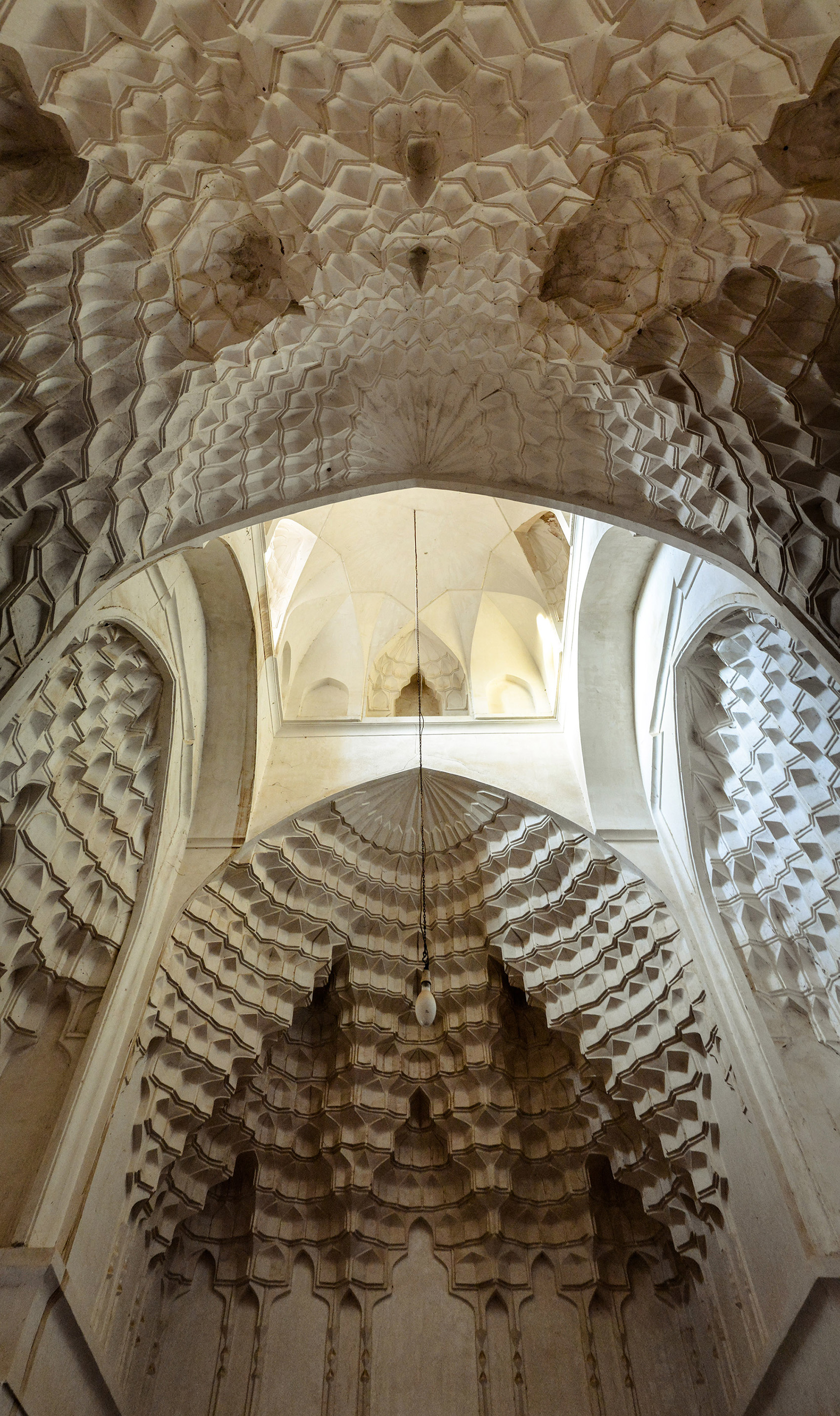
تزئینات معماری داخل ساختمان آرامگاه
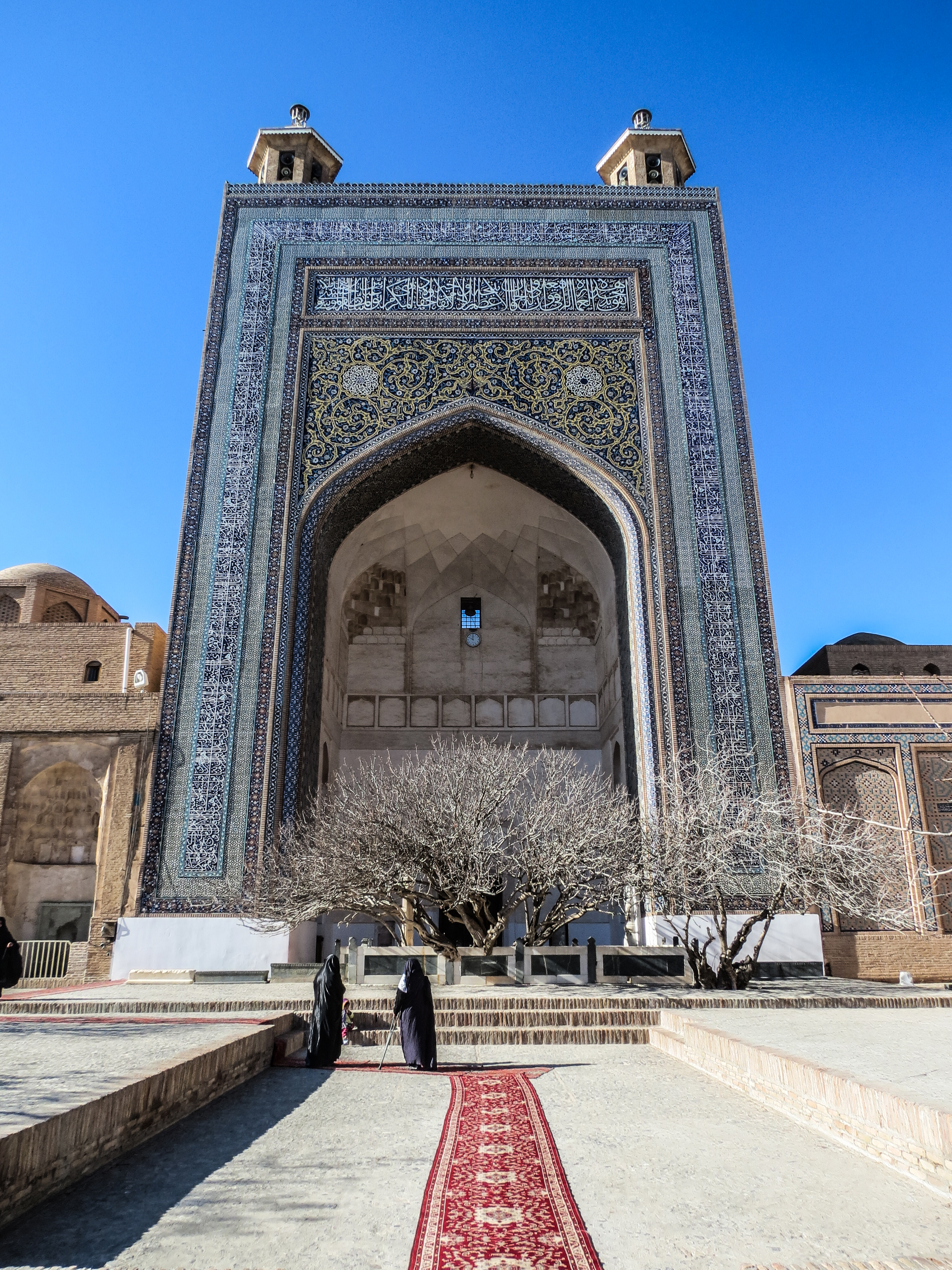
بلندی ایوان آرامگاه به ۲۸ متر می‌رسد.
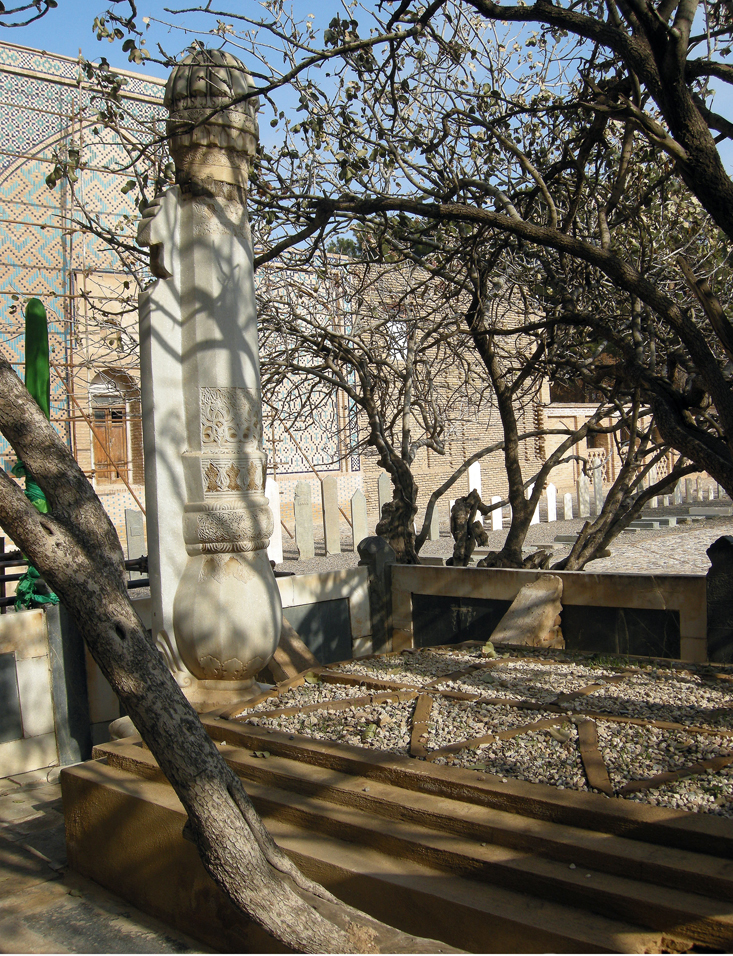
قبر شیخ جام در هوای آزاد و جلوی ایوان مسجد قرار دارد.
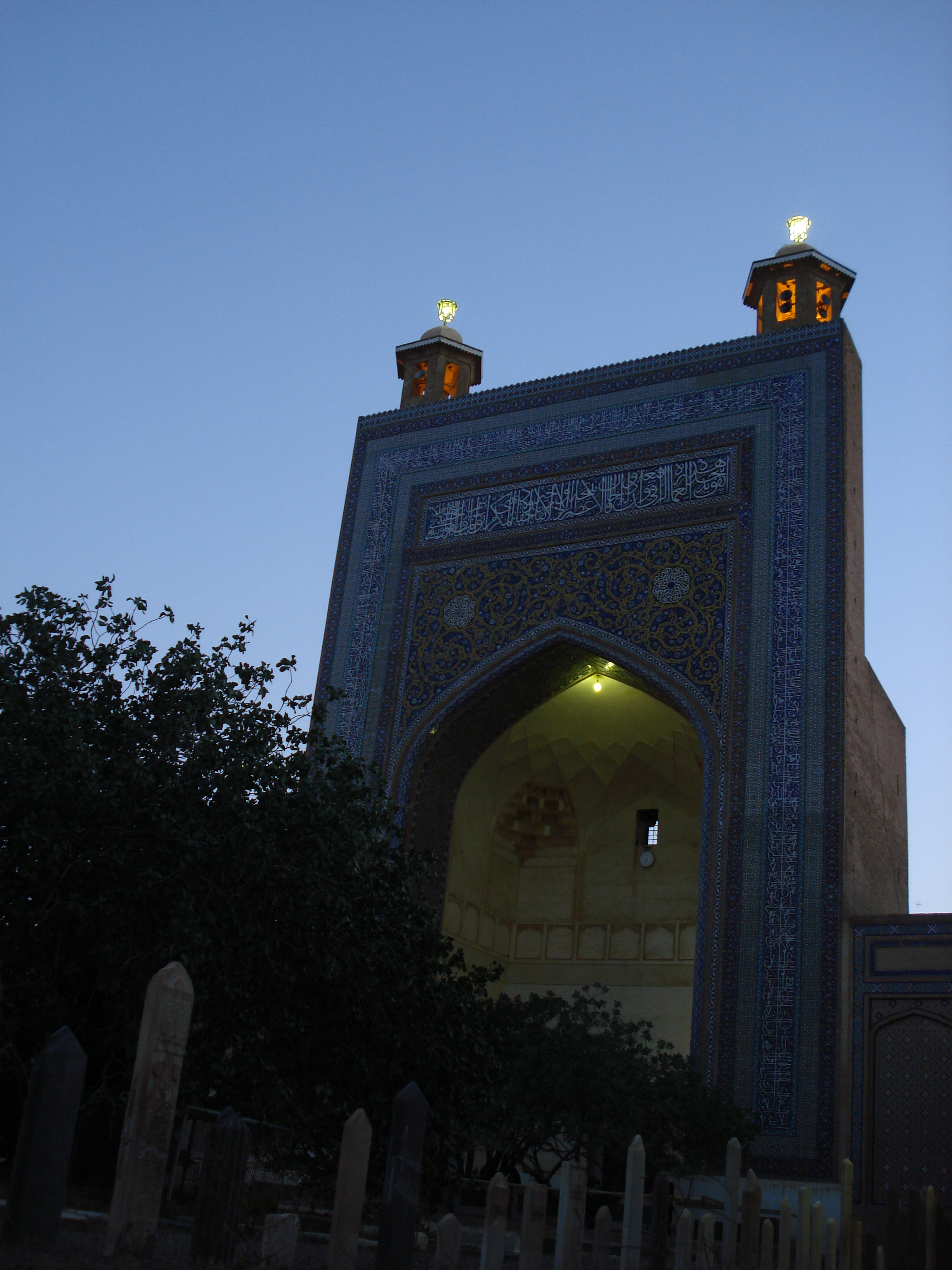
نمای مجموعه در شب